# Robert Kilin
Robert Kilin (1974. szeptember 30. –) német labdarúgó, középpályás, majd edző, 2015-2016 között a Magyar U21-es labdarúgó-válogatott szövetségi kapitánya.